# Cladonia stellaris
Cladonie étoilée, Lichen à caribou
Espèce
Cladonia stellaris, la Cladonie étoilée ou encore le Lichen à caribou, est une espèce de lichens formant de vastes tapis sur le sol des régions boréales et arctiques. Tout comme les espèces proches et en particulier Cladonia rangiferina, elle constitue une source de nourriture privilégiée pour les rennes durant l'hiver.

## Systématique
Le nom correct complet (avec auteur) de ce taxon est Cladonia stellaris (Opiz) Pouzar & Vězda, 1971.
L'espèce a été initialement classée dans le genre Cenomyce sous le basionyme Cenomyce stellaris Opiz, 1823.
Ce taxon porte en français le nom vernaculaire ou normalisé suivant : Cladonie étoilée.
Cladonia stellaris a pour synonymes :
- Cenomyce stellaris Opiz, 1823
- Cladina alpestris (L.) Nyl., 1896
- Cladina stellaris (Opiz) Brodo, 1976
- Cladonia alpestris (L.) Rabenh., 1887
- Lichen rangiferinus var. alpestris L., 1753